# Чокловина (Хунедоара)
Чокловина (рум. Cioclovina) насеље је у Румунији у округу Хунедоара у општини Бошород. Oпштина се налази на надморској висини од 744 m.

## Становништво
Према подацима из 2002. године у насељу је живело 57 становника, од којих су сви румунске националности.